# Katharina Andresen
Katharina Andresen, född 1995, är en norsk student och storägare i förvaltningbolaget Ferd AS.
Katharina Andresen är dotter till Johan Henrik Andresen och Kristin Andresen och syster till Alexandra Andresen. Hon är sondotter till Johan Henrik Andresen (1930–2011) och Marianne Ebba Therese Bielke, sonsondotter till Johan H. Andresen och sonsons sondotter till Nicolai Andresen (1853–1923), vilka alla under del av sin levnad ägt och lett Tieemanns Tobaksfabrik AS.
Fadern Johan Andresen överlät 2007 en ägarandel på 42 procent av familjebolaget Ferd till vardera dottern. Alexandra och Katharina var enligt Forbes världens yngsta dollarmiljardärer. Hon studerar (2016) på Amsterdam University College i Amsterdam i Nederländerna.